# 国家の象徴
国家の象徴（こっかのしょうちょう）は、国民の共同体として世界に対して構想され、明らかにされた存在の象徴である。国民の共同体には、主権国家だけでなく、植民地の国、独立国家、連邦、政治的な自治がないにもかかわらず国家として見なされる民族文化の共同体が含まれる。
国家の象徴は、国民、価値観、目標、歴史を視覚的、口語的、あるいは象徴的に表現することにより人々を団結させる目的があり、このような象徴は、しばしば愛国心の称揚、熱烈なナショナリズム（独立、自治、あるいは分離運動）の一部として確立され、国民共同体の全ての人々を包括して代表するために策定される。

## 公式な国家の象徴
- 国旗
- 国章または統治王朝の紋章
- 国または統治王朝の印章
- 国家元首（特に君主制において）

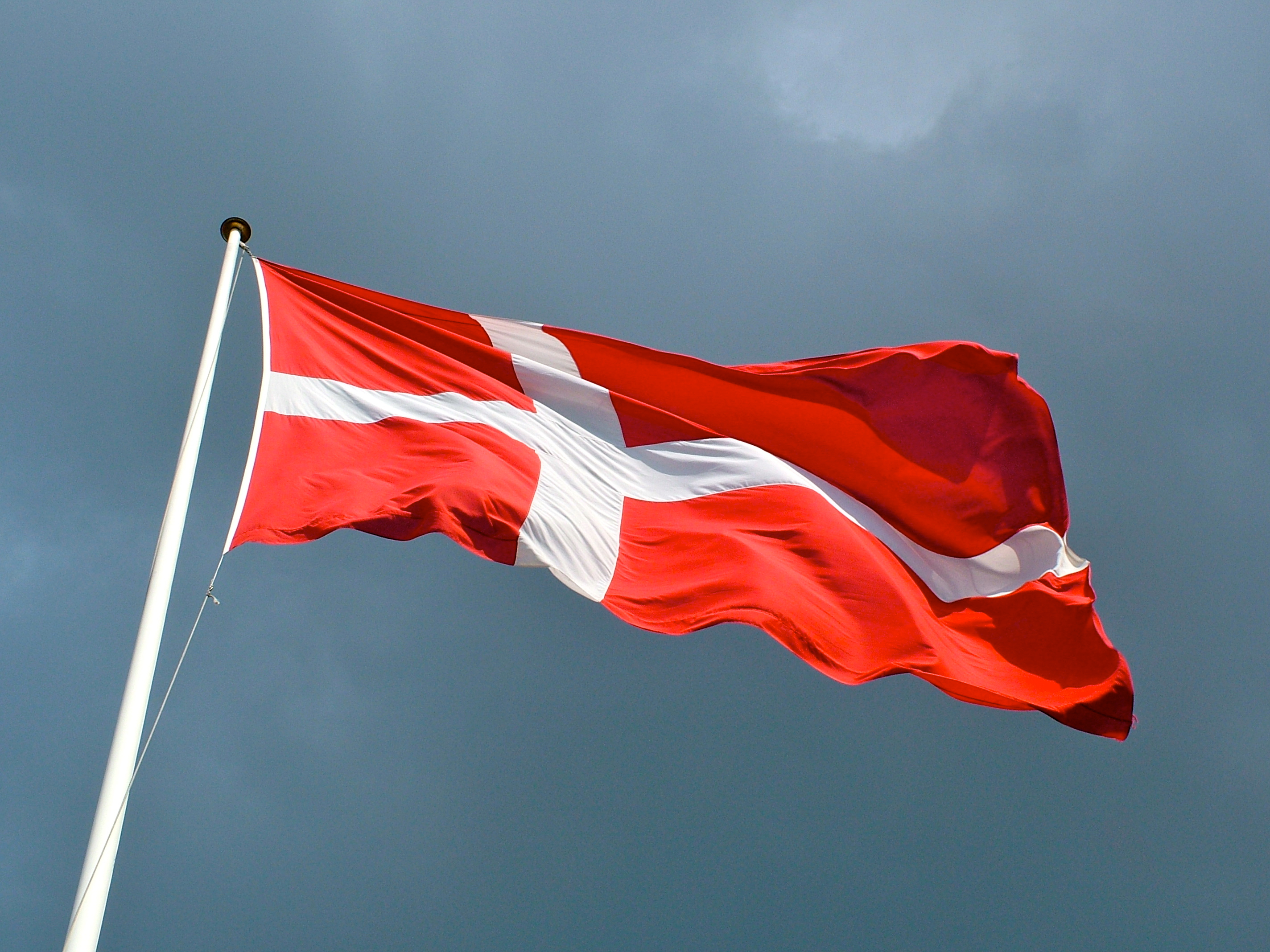
デンマークの国旗

- また、関連する意匠やモットーは別々に使われる可能性がある。
- しばしばナショナルカラーが上述のものから由来する。
- 抽象的な記号
- 国歌、王室または皇室の讃美歌。このような正式な讃美歌の習慣と同じように、有名な歌もまた国家の象徴としての価値があると認められる可能性がある。

## 非公式な国家の象徴

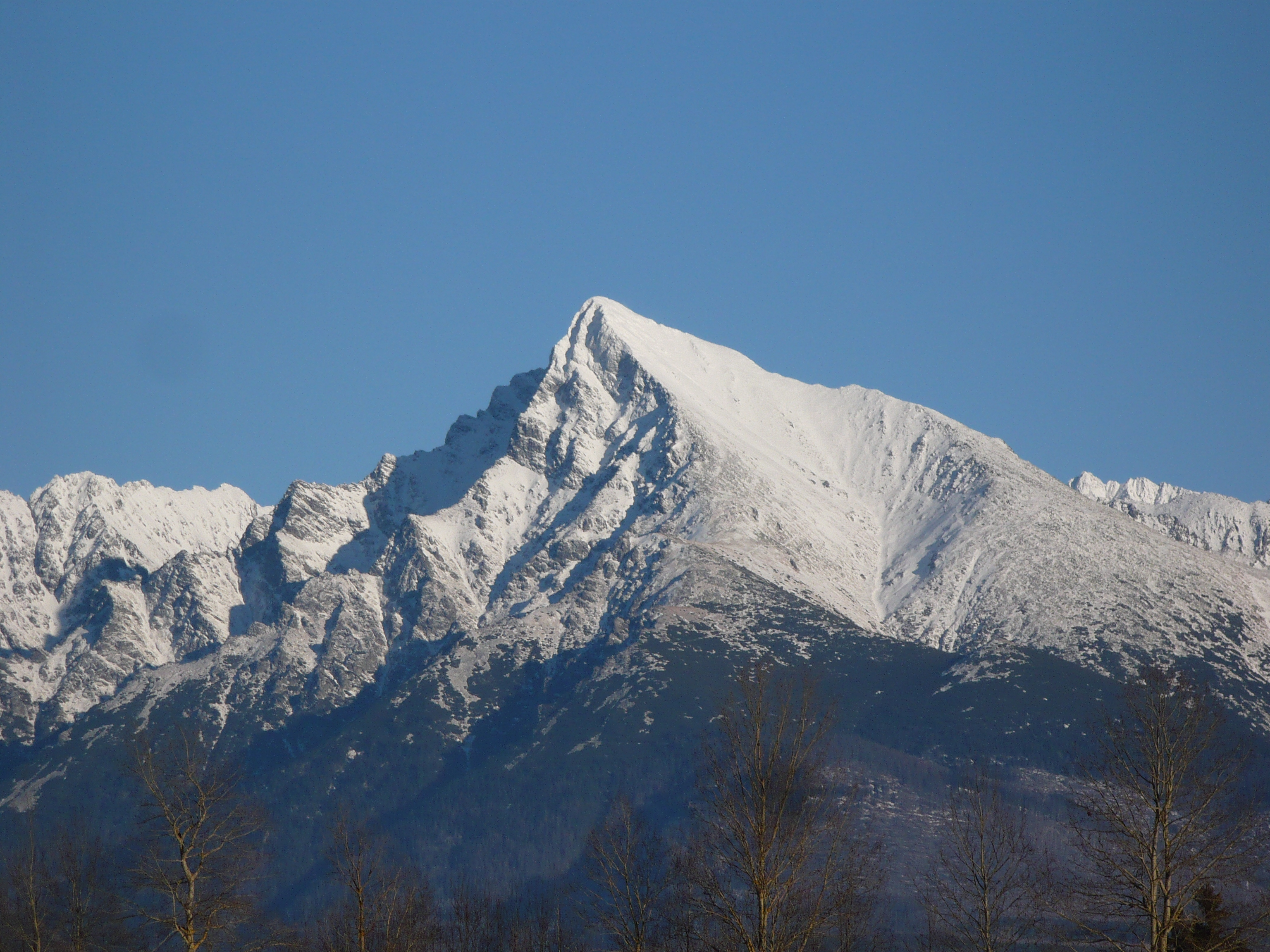
クリヴァン山：スロバキアの非公式な象徴の1つ。

また、多くの場合、国内で有名な場所が国家の象徴と見なされる可能性があるとともに、手芸、民族衣装、天然記念物、民族叙事詩、国民の神話のような歴史的なアイテムになり、さらにスポーツのナショナルチームとサポーターに象徴として使われる可能性がある。

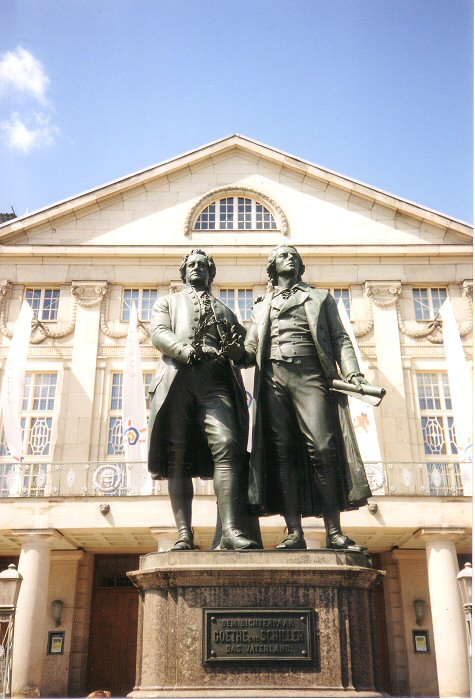
ヴァイマルの国立劇場とゲーテ・シラー記念碑：ドイツの国家の象徴の1つ（1996年）。